# Гривистые волки
Гривистые волки (лат. Chrysocyon) — род всеядных, преимущественно плотоядных, млекопитающих из семейства псовых. В род включают два вида: современного гривистого волка (Chrysocyon brachyurus) и вымершего Chrysocyon nearcticus.

## Распространение
Современные представители рода, гривистые волки, являются эндемиками Южной Америки и живут в степях центра данного континента. Они встречаются от устья реки Парнаиба, находящегося на северо-востоке Бразилии до востока Боливии. В южную часть ареала гривистого волка входят Парагвай и штат Бразилии Риу-Гранди-ду-Сул. В прошлом данный вид обитал также на юго-востоке Перу, на севере Аргентины и в Уругвае.
Ископаемые остатки Chrysocyon nearcticus были обнаружены в отложениях возрастом 4,9—1,8 млн лет на территории Аризоны и Калифорнии.

## Классификация
На протяжении длительного времени род рассматривался как монотипический. В 2009 году Ричардом Тедфордом и коллегами по ископаемым остаткам из США был описан второй вид рода — Chrysocyon nearcticus.
По данным сайта Paleobiology Database, на июль 2020 года в род включают 2 вида:
- Chrysocyon brachyurus (Illiger, 1815) typus — Гривистый волк
- † Chrysocyon nearcticus Tedford et al., 2009